# رزان (خواف)
رزان، روستایی است از توابع بخش مرکزی شهرستان خواف استان خراسان رضوی ایران.

## جمعیت
این روستا در دهستان نشتیفان قرار داشته و بر اساس سرشماری سال ۱۳۸۵ جمعیت آن (۶۱خانوار) ۲۹۱نفر
بوده است.